# Broadcast Monitoring
Broadcast Monitoring (Броадка́ст моніторинг) — технологія, що дозволяє автоматично виконувати моніторинг та аналіз потоків мовлення у реальному часі зі супутникового, аналогового та кабельного телебачення, радіо та з мережі Інтернет.
 Моніторинг новин на телебаченні, радіо, в Інтернеті допомагає отримати дані з усіх засобів масової інформації. Компанії можуть за допомогою рішення управляти репутацією, проводити конкурентне порівняння, контролювати розміщення реклами, швидко виявляти негативні моменти і проводити антикризові заходи.